# 埃丝特勒·恩泽·明科
埃丝特勒·恩泽·明科（法語：Estelle Nze Minko，1991年8月11日—），法国女子手球运动员。她曾代表法国国家队参加2016年和2020年夏季奥林匹克运动会手球比赛，获得一枚金牌和一枚银牌。